# William Stretch Abert
Pour les articles homonymes, voir Abert.
William Stretch Abert est un brigadier-général de l'Union durant la guerre de Sécession. Il est né le 1er février 1836 à Washington et est décédé le 25 août 1867 à Galveston, au Texas. Il est enterré au cimetière de Rock Creek à Washington

## Avant la guerre de Sécession
Fils du colonel John J. Abert, chef des ingénieurs topographes de l'US Army, il a été promu lieutenant dans le 4e régiment d'artillerie en 1855.

## Guerre de Sécession
Au début de la guerre de Sécession, William Stretch Abert est promu capitaine et est affecté au 3rd United States Regular Cavalry. Avant de servir comme aide de camp du général George McClellan, il participe aux batailles de la campagne de la Péninsule au printemps 1862. Après la bataille d'Antietam, il est promu lieutenant-colonel des volontaires et rejoint l'état-major du général Nathaniel Banks.
Après avoir été promu colonel, il reçoit le commandement du 3rd Massachusetts Heavy Artillery regiment.
Il est nommé brigadier général le 13 mars 1865 pour « bravoure et services méritant lors de la guerre ».

## Après la guerre de Sécession
Après la guerre, il retourne dans l'armée régulière et est promu major en juin 1867 dans le 7e régiment de cavalerie.